# N59 (België)
De N59 is een gewestweg in België tussen de plaatsen Feluy (E19) en Gozée (N53).

## Plaatsen langs N59
- Feluy
- Seneffe
- Manage
- Chapelle-lez-Herlaimont
- Anderlues
- Lobbes
- Thuin
- Gozée

## Aftakkingen

### N59b
De N59b is een aftakking bij de plaats Anderlues tussen de N59 en de N90. De weg heeft een lengte van ongeveer 1,2 kilometer en biedt de mogelijkheid voor verkeer dat uit de richting van Chapelle-lez-Herlaimont komt de N90 op te gaan.
Deze route wordt op sommige kaarten en een enkele wegwijzer aangeduid als N59a.

### N59c
De N59c is een aftakking in de plaats Thuin. Door de smalle straten is de N59 voor een stukje eenrichtingsverkeer van west naar oost. De N59c verzorgt de oost naar west verbinding. Deze verbinding is 350 meter lang en verloopt over de Rempart du Nord.